# 和廣北
和廣北，JP（1954年8月—），中銀香港控股及中銀香港前副董事長兼總裁，亦為南洋商業銀行、南洋商業銀行（中國）、集友銀行及中銀人壽前董事長。和廣北為中銀香港於香港銀行公會之指定代表，並於2008年擔任該會主席。

## 生平
和廣北於1979年在北京第二外國語學院畢業，取得學士學位，並於1985年在美國德克薩斯州大學達拉斯分校取得國際管理學碩士學位。
和廣北畢業後加入中國銀行，曾擔任不同職位，並先後在紐約分行及巴黎分行工作。1999年至2004年擔任中國銀行常務董事；自2000年至2003年期間擔任中國銀行副行長。
2015年3月6日中銀香港公布，和廣北因年齡原因，辭任該行副董事長、執行董事兼總裁等職位，

## 公職
- 2013年 經濟發展委員會 成員
- 第十二届全国政协委员